# Baraigram
Baraigram (en bengali : বড়াইগ্রাম) est une upazila du Bangladesh dans le district de Natore. En 2022, on y dénombrait 308 923 habitants .

## Histoire
Les migrations indo-iraniennes vers Lalpur et Baraigram remontent à la période Gupta, au Ve siècle. Au XXe siècle, une inscription sur plaque de cuivre du roi Kumaragupta Ier est découverte à Baraigram par un fermier musulman qui la remit à Zamindar Ershad Ali Khan Chowdhury, qui la présenta à l'historien Akshay Kumar Maitreya. L'inscription rapporte une concession de terre de l'empereur Gupta à un colon brahmane.
Baraigram, initialement fondée comme thana en 1869, est devenue une upazila en 1983. Le pédagogue Abdul Bari est le premier président élu de l'upazila de Baraigram. Il y fonda des établissements d'enseignement : lycée pilote de Baraigram, le collège de Baraigram et le lycée de filles de Baraigram .

## Géographie
L'upazila est délimitée par les upazilas de Gurudaspur et Natore Sadar au nord, d'Atgharia et d'Ishwardi au sud, de Chatmohar à l'est et de Lalpur et Bagatipara à l'ouest .

## Démographie
| \| Religions Upazila de Baraigram (2022)[5] \| Religions Upazila de Baraigram (2022)[5] \| Religions Upazila de Baraigram (2022)[5] \| Religions Upazila de Baraigram (2022)[5] \| Religions Upazila de Baraigram (2022)[5] \| \| ---------------------------------------- \| ---------------------------------------- \| ---------------------------------------- \| ---------------------------------------- \| ---------------------------------------- \| \| Religion \| \| \| Pourcentage \| \| \| Islam \| Islam \| \| 94.48% \| 94.48% \| \| Hindouisme \| Hindouisme \| \| 3.61% \| 3.61% \| \| Christianisme \| Christianisme \| \| 1.90% \| 1.90% \| \| Autres \| Autres \| \| 0.01% \| 0.01% \| |               |  |             |        |
| Religions Upazila de Baraigram (2022) |               |  |             |        |
| Religion |               |  | Pourcentage |        |
| Islam | Islam         |  | 94.48%      | 94.48% |
| Hindouisme | Hindouisme    |  | 3.61%       | 3.61%  |
| Christianisme | Christianisme |  | 1.90%       | 1.90%  |
| Autres | Autres        |  | 0.01%       | 0.01%  |

## Administration
Baraigram, initialement fondée comme thana en 1869, est devenue une upazila en 1983.
L'upazila est divisée en municipalités : Baraigram, Bonpara et sept paroisses : Baraigram, Chandai, Gopalpur, Joari, Majgoan, Nagor et Zonail. Ces paroisses sont subdivisées en 152 mauzas et 169 villages. Les municipalités de Baraigram et de Bonpara sont chacune subdivisées en neuf arrondissements (2011).